# Корабельникова, Лидия Гавриловна
Лидия Гавриловна Корабельникова (урождённая Лукичёва; 20 сентября 1926, Москва — 16 октября 2015) — обувщица-стахановка московской фабрики «Парижская коммуна». Инициатор социалистического соревнования за комплексную экономию сырья и материалов. Лауреат Сталинской премии (1951). Депутат Верховного Совета РСФСР 3-го созыва.

## Биография
Родилась 20 сентября 1926 года в Москве в рабочей семье. В 1941 году окончила школу-семилетку и поступила в школу фабрично-заводского ученичества при московской обувной фабрике «Парижская коммуна». Одновременно с учёбой работала в цехе, изготавливала спецботинки для сталеваров и других рабочих. В 1943 году окончила школу ФЗУ, получив профессию обувщицы, и продолжила работу на фабрике. В 1944 году вступила в комсомол. Изучая опыт коллег, совершенствовала своё мастерство и 1947 году стала бригадиром молодёжной бригады затяжного участка цеха «Парко» по изготовлению женской обуви. Осенью 1949 года бригада Лидии Корабельниковой получила звание «Бригада отличного качества».
В честь выборов в Верховный Совет СССР 1950 года работники фабрики «Парижская Коммуна» Лидия Корабельникова и Фёдор Кузнецов инициировали социалистическое соревнование за комплексную экономию сырья и материалов. Из сэкономленных материалов предлагалось изготавливать обувь сверх плана. Эту инициативу подхватил весь коллектив фабрики, а вскоре и множество других предприятий страны. Ежемесячно бригада Лидии Корабельниковой 2 дня работала на сэкономленных материалах, выпуская 95 % высококачественной обуви, вместо положенных по плану 88 %. В 1950—1951 годах на фабрике «Парижская Коммуна» из сэкономленных материалов было изготовлено 486 тысяч пар обуви, а в 1952 году — 295,6 пар.
Делясь опытом своей работы, Лидия Корабельникова ездила в Чехословакию, Польшу и ГДР. В 1950 году участвовала во Второй Всесоюзной конференции сторонников мира, где была избрана в Советский комитет защиты мира. В дальнейшем приняла участие ещё в двух конференциях сторонников мира. 17 декабря 1950 года избиралась депутатом Московского городского совета. 18 февраля 1951 года избиралась депутатом Верховного Совета РСФСР 3-го созыва от Кировского округа. В 1952 году вступила в КПСС. Была членом Кировского райкома КПСС, делегатом XI съезда профсоюзов СССР, делегатом XII съезда ВЛКСМ, членом ЦК профсоюза отрасли.
В 1956 окончила Московский механико-технологический техникум. С 1966 года работала на фабрике инженером-методистом по подготовке кадров. В 1983 году вышла на пенсию.
Скончалась 16 октября 2015 года.

## Премии
Сталинская премия второй степени (совместно с Ф. М. Кузнецовым; 1951 год) — «инициаторам социалистического соревнования за комплексную экономию сырья».

## Сочинения
- Корабельникова Л. Г. Наш опыт комплексной экономии. — М.: Профиздат, 1950. — 76 с.
- Корабельникова Л. Г., Кузнецов Ф. М. В борьбе за экономию сырья и материалов. — М.: Московский рабочий, 1950. — 60 с.